# Ala I Hispanorum Aravacorum

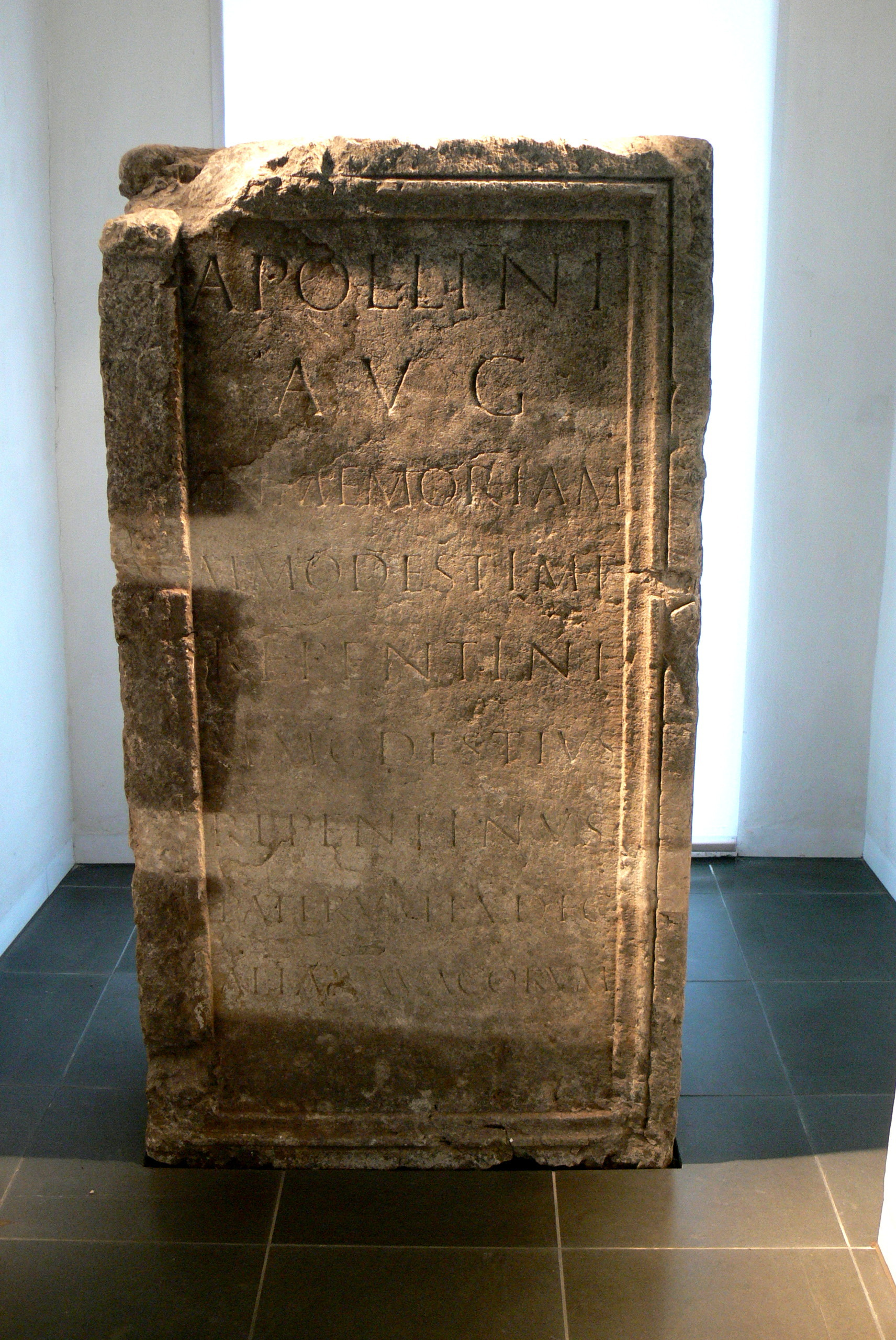
Die Inschrift des Marcus Modestius Repentinus

Die Ala I Hispanorum Aravacorum (deutsch 1. Ala der Hispanier der Aravacer) war eine römische Auxiliareinheit. Sie ist durch Militärdiplome und Inschriften belegt. In dem Militärdiplom von 61 wird sie als Ala I Hispanorum et Aravacorum bezeichnet, in den Diplomen von 80 bis 102 als Ala I Arvacorum, in den Diplomen von 113 und 161 sowie in den Inschriften als Ala I Aravacorum, in den Diplomen von 112 und 115 als Ala I Aravacorum et Hispanorum und in den Diplomen von 126 bis 163 z. T. als Ala I Hispanorum Arvacorum.

## Namensbestandteile
- Ala: Die Ala war eine Reitereinheit der Auxiliartruppen in der römischen Armee.

- I: Die römische Zahl steht für die Ordnungszahl die erste (lateinisch prima). Daher wird der Name dieser Militäreinheit als Ala prima ... ausgesprochen.

- Hispanorum (et) Ar(a)vacorum: der Hispanier (und) der Aravacer. Die Soldaten der Ala wurden bei Aufstellung der Einheit aus den verschiedenen Stämmen der Hispanier und insbesondere aus dem Volk der Aravacer auf dem Gebiet der römischen Provinz Hispania Tarraconensis rekrutiert.

Da es keine Hinweise auf den Namenszusatz milliaria (1000 Mann) gibt, war die Einheit eine Ala quingenaria. Die Sollstärke der Ala lag bei 480 Mann, bestehend aus 16 Turmae mit jeweils 30 Reitern.

## Geschichte

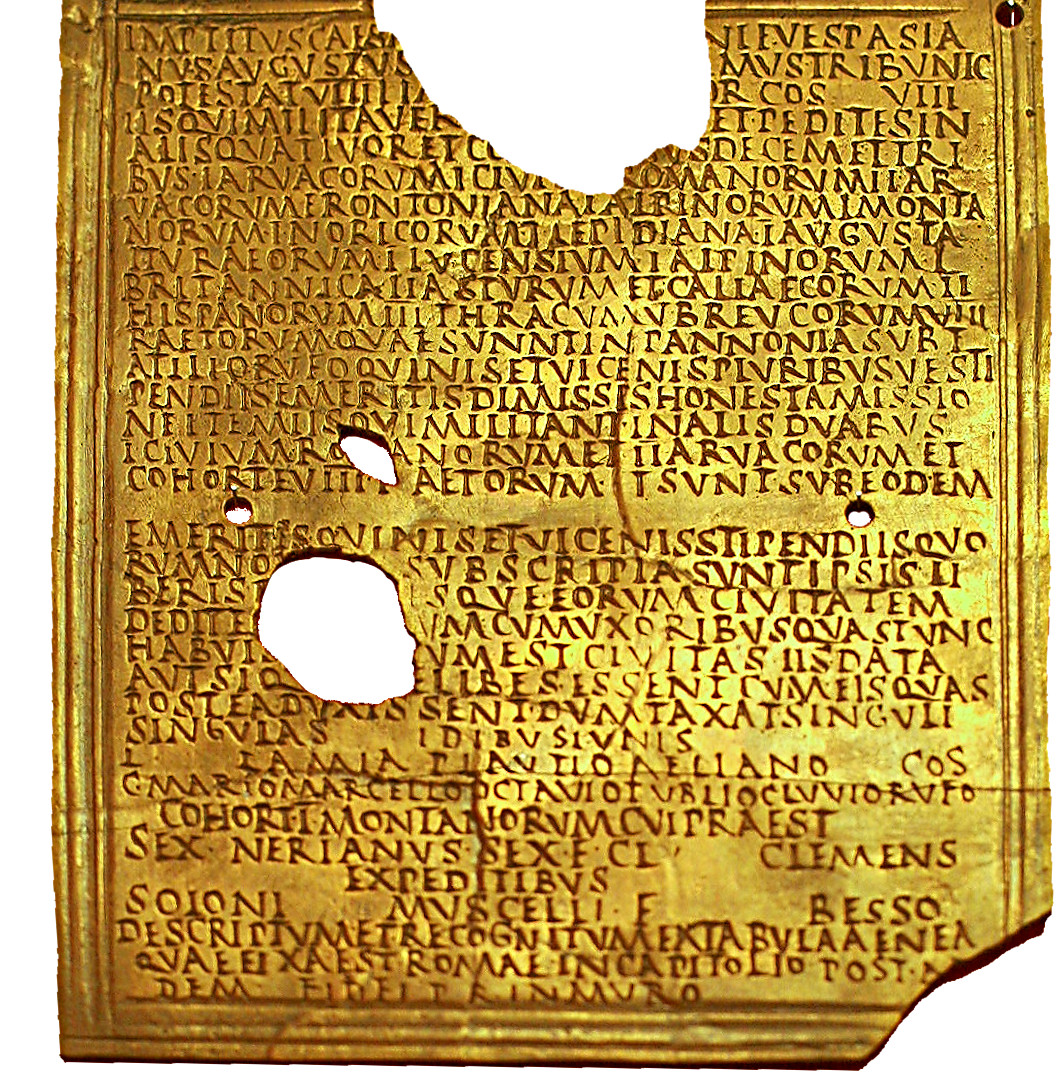
Das Militärdiplom vom 13. Juni 80 n. Chr.

Die Ala war in den Provinzen Illyricum, Pannonia und Pannonia superior (in dieser Reihenfolge) stationiert. Sie ist auf Militärdiplomen für die Jahre 61 bis 163 n. Chr. aufgeführt.
Der Zeitpunkt, zu dem die Einheit aufgestellt wurde, ist unsicher; möglicherweise erfolgte dies schon unter Augustus, spätestens aber unter Tiberius (14–37). Vermutlich war sie zunächst in Hispanien stationiert.
Zu einem unbestimmten Zeitpunkt wurde die Einheit in die Provinz Illyricum verlegt. Der erste Nachweis der Einheit in Illyricum beruht auf einem Diplom, das auf 61 datiert ist. In dem Diplom wird die Ala als Teil der Truppen aufgeführt, die in der Provinz stationiert waren.
Der erste Nachweis der Einheit in der Provinz Pannonia beruht auf einem Diplom, das auf 80 datiert ist. In dem Diplom wird die Ala als Teil der Truppen (siehe Römische Streitkräfte in Pannonia) aufgeführt, die in der Provinz stationiert waren. Weitere Diplome, die auf 84 bis 163 datiert sind, belegen die Einheit in derselben Provinz (bzw. ab 112 in Pannonia superior).
Aus den Diplomen von 150 bis 152 geht hervor, dass eine Vexillation der Ala vorübergehend nach Mauretania Caesariensis verlegt worden war, um an der Niederschlagung eines Aufstandes teilzunehmen.
Der letzte Nachweis der Ala beruht auf einer Inschrift, die bei der EDCS auf 183/185 datiert ist.

## Standorte
Standorte der Ala in Pannonia waren möglicherweise:
| - Arrabona (Győr): eine Inschrift wurde hier gefunden. - Carnuntum: eine Inschrift wurde hier gefunden. | - Celamantia |

## Angehörige der Ala
Folgende Angehörige der Ala sind bekannt:

### Kommandeure
| - []us Aemilian[us]: er wird auf dem Diplom von 139 als Kommandeur genannt. - Gaius Iulius Ianuarius, ein Präfekt - Lucius Aburnius Severus: er wird auf den Diplomen von 145 und 146 als Kommandeur genannt. - Lucius Domitius Rogatus, ein Präfekt | - Marcus Antonius Pilatus: er wird auf dem Diplom von 151 als Kommandeur genannt. - Marcus Valerius Maximianus, ein Präfekt - P(ublius) Salvius []: er wird auf dem Diplom von 138/140 als Kommandeur genannt. - Tiberius Claudius Numidicus: er wird auf dem Diplom von 112 als Kommandeur genannt. |

### Sonstige
| - []ius Ianu[arius], ein Decurio: das Diplom von 139 wurde für ihn ausgestellt. - C(aius) Claudi[us] [], ein Decurio (AE 2015, 1907) - [C]alvus, ein Sesquiplicarius (AE 1978, 619) - Crispus Mac(), ein Reiter (CIL 3, 4373) - Dasens, ein Soldat: das Diplom von 112 wurde für ihn ausgestellt. - Ianuarius, ein Decurio (CIL 3, 4373) | - Niger Sve(l)trius, ein Reiter (CIL 3, 3286) - M(arcus) Modestius Repentinus, ein Veteran und ehemaliger Decurio (CIL 3, 5629) - Octavius, ein Soldat: das Diplom von 151 wurde für ihn ausgestellt. - Titus Aelius Veranus, ein Veteran - Viator, ein Soldat: das Diplom von 146 wurde für ihn ausgestellt. - Victor, ein Soldat: ein Diplom von 150 (CIL 16, 99) wurde für ihn ausgestellt. |